# How Do You Do It?
«How Do You Do It?» (рус. Как ты это делаешь?) — песня, написанная Митчем Мюрреем и ставшая популярной в исполнении ливерпульской группы «Gerry & The Pacemakers».

## История
Согласно биографу «Битлз» Хантеру Дэвису, в 1962 году к музыкальному издателю Дику Джеймсу обратился сын его друга с предложением взять песню How Do You Do It?, которую он не смог пристроить в другом месте. Издательство Дика Джеймса к тому времени работало уже около года и остро нуждалось в потенциальных хитах. Почувствовав хитовый потенциал песни, Дик Джеймс обратился к своему старому товарищу по фирме «Парлофон» музыкальному продюсеру Джорджу Мартину, с которым работал как певец ещё в середине 50-х. Джордж Мартин также высоко оценил песню и предложил её к исполнению группе «Битлз», с которой только начал работать. «Битлз» песня не понравилась, так как группа была сосредоточена на сочинении собственного материала. Тем не менее 4 сентября 1962 года «Битлз» сделали черновую запись композиции в качестве варианта для заглавной песни их дебютного сингла. Как известно, дебютным синглом «Битлз» стал Love Me Do, но Джордж Мартин продолжал настаивать на выпуске группой How Do You Do It? до тех пор, пока они не принесли собственную великолепную песню Please Please Me. Позже данная песня была включена в альбом Anthology 1.